# Alexander van Renesse van Elderen
Alexander van Renesse van Elderen of Alexander van Renesse van Warfusée (?, ca. 1620 - Parijs, 1658) was een adellijk heer, de zoon van René van Renesse van Elderen en verwierf de heerlijkheid Heeze nadat zijn vader in 1637 was vermoord.
Alexander stierf in 1658 kinderloos in Parijs, waarna de heerlijkheid Heeze werd verkocht aan Albert Snouckaert van Schauburg.